# PSIM
PSIM – це пакет електронного програмного забезпечення для моделювання ланцюга, розроблений для використання в силовій електроніці і двигун привід моделюванні, але може бути використано для моделювання будь-якої електронної схеми. Розроблений компанією  Powersim, PSIM використовує вузловий аналіз і метод трапеції як основу свого алгоритму моделювання. PSIM забезпечує схематичний інтерфейс захоплення і перегляд сигналу Simview. PSIM має кілька модулів, які розширюють її функціональні можливості в конкретних областях моделювання схем і конструкцій, включаючи: теорію управління, електродвигуни, фотовольтаїчні і вітрові турбіни . PSIM використовується в промисловості для досліджень і розробки продукції й використовується освітніми установами для проведення досліджень і навчання. 

## Модулі
PSIM має різні доповнення на модулі, повний список і їх опис можна знайти на сайті Powersim [Архівовано 8 червня 2017 у Wayback Machine.]. Є модулі, які дозволяють моделювати поведінку  двигуна, цифрове управління, і розрахунок теплових втрат через перемикання і провідності.  Існує модуль поновлюваного джерела енергії, який дозволяє моделювати поведінку фотоелектричних (включаючи температурні ефекти), батарей, суперконденсаторів і вітрових турбін. Крім того, існує кілька модулів, які дозволяють спільне моделювання з іншими платформами для перевірки VHDL або Verilog коду або спільно моделювати з програмою FEA. Програми, які на даний час можна використовувати для  спільного моделювання з PSIM : Simulink, JMAG і ModelSim.PSIM в даний час підтримує автоматичну генерацію с-коду з модулем SimCoder і буде виводити код для використання з Texas Instruments F2833x і F2803x цифрових сигнальних процесорів з плаваючою і фіксованою точкою серії C2000. З версії 10.0.4, PSIM має підтримку серії Freescale Semiconductor Kinetis V серії  MCU. 
Крім того, у версії 10.0.4 було додане моделювання роботи процесора та PIL модуль. Модуль дозволяє користувачам управляти симуляцією PSIM з кодом, який виконується в TI DSP або MCU.

## Порівняння з SPICE
PSIM має набагато вищу швидкість моделювання, через їх використанні ідеального перемикача, ніж симулятори на основі SPICE. З додатковими цифровим і SimCoupler модулями практично будь-який логічний алгоритм може бути змодельованим. Через те, що PSIM використовує ідеальні перемикачі змодельовані хвилі будуть відображатися, що робить PSIM більш підходящим для досліджень на системному рівні, аніж не перемикання досліджень переходу. Крім того, PSIM має спрощений інтерфейс в порівнянні з іншими симуляторами що робить його більш зручним  для використання.
моделі МДН(метал-діелектрик-напівпровідник) і діодів 2-го рівня були додані в реліз 10 версії. Ці моделі дозволяють моделювати перехід перемикача, зворотний ефект відновлення і схема управління затвора.  Порівняння  PSIM і SPICE моделі одного і того ж пристрою показує подібні форми сигналу з різною швидкістю моделювання для однакових умов експлуатації. Powersim недавно в партнерстві з CoolCAD Electronics додали CoolSPICE, інструмент для розробки моделей для комплексної схеми проектування на основі SPICE, як варіант розширення для пакета  програмного забезпечення PSIM.  Перевага полягає в збільшенні гнучкості, щоб мати можливість запускати моделі на основі SPICE і інтернет-листи.

## Ліцензування
Існують різні варіанти ліцензування, доступні для PSIM. Існує безкоштовна демо-версія, яка чи не закінчується, але в якій існує обмеження в числі компонентів і дозволених складних схем. Стандартна /версія для студентів дозволяє моделювання менш складних схем для зниження вартості. Powersim має освітні варіанти ліцензування, деякі з них безкоштовні, для установ і  задоволення вимог моделювання для дослідження та викладання.